# Перикопа
Перико́па (греч. περικοπή, «отделение») — в риторике — целостный по смыслу или объединённый сюжетной линией раздел или отрывок текста. В настоящее время термин в основном используется в библеистике (напр. «Синайская перикопа») для обозначения совокупности фрагментов текста, объединённых одним смыслом, сюжетом или богословской идеей.
Считается, что впервые дробление текста Священного Писания на перикопы было введено в середине III века диаконом Александрийской церкви Аммонием для составления лекционариев для литургического чтения. Позже, в конце IV — начале V века, Иероним Блаженный в редакции перевода Библии на латинский язык (Вульгата) ввёл своё деление текста на отрывки.
В русской православной традиции синонимом термину «перикопа» является зача́ло.